# Karl-Josef Laumann
Karl-Josef Laumann (ur. 11 lipca 1957 w Riesenbeck) – niemiecki polityk, wiceprzewodniczący Unii Chrześcijańsko-Demokratycznej (CDU), w latach 1990–2005 deputowany do Bundestagu, w latach 2005–2010 i od 2017 minister w rządach Nadrenii Północnej-Westfalii, w latach 2005–2010 członek Bundesratu.

## Życiorys
W latach 1974–1977 ukończył naukę zawodu jako ślusarz maszynowy, a następnie pracował w tym zawodzie w latach 1978–1990. Do CDU wstąpił w 1974 roku. W latach 1979–2004 zasiadał w radzie miasta Hörstel. Od 1986 do 2010 roku był przewodniczącym CDU w powiecie Steinfurt. Od 1990 do 2005 roku pełnił mandat posła do Bundestagu.
W 2003 roku objął funkcję przewodniczącego CDU w regionie Münsterland, a od 2004 roku jest członkiem prezydium federalnego CDU. Od 2005 roku kieruje również Chrześcijańsko-Demokratycznym Związkiem Pracowników (CDA) jako jego przewodniczący.
W latach 2005–2010 był posłem do landtagu Nadrenii Północnej-Westfalii i jednocześnie ministrem pracy, zdrowia i spraw społecznych w rządzie tego landu. Po zakończeniu kadencji pełnił funkcję wiceprzewodniczącego CDU w Nadrenii Północnej-Westfalii (2010–2012 oraz 2014–2021). W latach 2014–2017 był sekretarzem stanu w Federalnym Ministerstwie Zdrowia oraz pełnomocnikiem rządu federalnego ds. pacjentów i opieki.
30 czerwca 2017 roku ponownie objął urząd ministra pracy, zdrowia i spraw społecznych Nadrenii Północnej-Westfalii oraz został zastępczym członkiem Bundesratu.

## Życie prywatne
Jest żonaty i ma troje dzieci. Wyznaje katolicyzm.